# Assembleia Legislativa do Acre
A Assembleia Legislativa do Acre é o órgão responsável pelo poder legislativo do estado do Acre, localizado na região Norte do Brasil. Sua principal função é a elaboração e votação das leis estaduais, além de fiscalizar o Poder Executivo e representar os interesses da população acreana.
A Assembleia Legislativa do Acre é composta por deputados estaduais eleitos pelo voto popular. Atualmente, possui 24 deputados estaduais, que são eleitos a cada quatro anos. A sede do poder legislativo estadual está localizada na capital Rio Branco. O presidente da Assembleia Legislativa é o deputado estadual eleito pelos demais parlamentares. Ele é responsável por conduzir as sessões, representar a casa e desempenhar outras funções administrativas. Através de suas atividades legislativas, os deputados estaduais têm o poder de propor, discutir, modificar e aprovar leis estaduais, bem como fiscalizar o Poder Executivo estadual, incluindo o governador e seus órgãos. Além disso, a Assembleia Legislativa também pode julgar o governador em casos de infrações político-administrativas.
A Assembleia Legislativa do Acre desempenha um papel fundamental no processo democrático do estado, permitindo que as demandas da população sejam representadas e debatidas. Através das atividades parlamentares, os deputados têm a responsabilidade de tomar decisões que impactam diretamente a vida dos cidadãos acreanos, abordando questões importantes como saúde, educação, segurança, infraestrutura e meio ambiente.

## História
A história da Assembleia Legislativa do Acre remonta ao período em que o Acre ainda era um território, antes de se tornar um estado brasileiro. No início do século XX, a região do Acre era palco de disputas territoriais entre o Brasil e a Bolívia. Após a assinatura do Tratado de Petrópolis em 1903, que garantiu a anexação do Acre ao território brasileiro, foram estabelecidos órgãos de governo na região.
Em 1904, foi criado o Território Federal do Acre, e o primeiro governador foi nomeado. Nessa época, não existia uma assembleia legislativa propriamente dita. No entanto, em 1921, foi instalado o Conselho Regional, composto por representantes locais e nomeados pelo governo federal, com o objetivo de discutir e deliberar sobre questões administrativas e legislativas. 
Somente em 1963, com a transformação do Território Federal do Acre em estado, a Assembleia Legislativa do Acre foi oficialmente instituída e promulgada. No ano passado (1962), ocorreu a primeira eleição para a assembleia, e os deputados estaduais foram empossados para representar a população acreana nas atividades legislativas.
Ao longo dos anos, a Assembleia Legislativa do Acre passou por diversas legislaturas, com a eleição de novos deputados a cada pleito. A casa legislativa é responsável pela elaboração e aprovação de leis estaduais, além de exercer a fiscalização do Poder Executivo e representar os interesses dos cidadãos do Acre.

## Atribuições
A Assembleia Legislativa do Acre possui diversas atribuições que são fundamentais para o funcionamento do poder legislativo estadual. Entre as principais estão:
- 1. Elaboração e aprovação de leis: A Assembleia Legislativa tem a função de criar, discutir e aprovar leis estaduais. Os deputados estaduais podem apresentar projetos de lei que abrangem diversas áreas, como educação, saúde, segurança pública, meio ambiente, entre outras.

- 2. Fiscalização do Poder Executivo: A Assembleia Legislativa tem o papel de fiscalizar as ações do Poder Executivo estadual, incluindo o governador e seus órgãos. Isso envolve a análise de contas, investigações, requerimentos de informações e convocações de autoridades para prestar esclarecimentos.

- 3. Aprovação do orçamento estadual: A Assembleia é responsável por aprovar o orçamento do estado, estabelecendo as diretrizes para a aplicação dos recursos públicos em diferentes áreas. Essa atribuição é fundamental para o planejamento e execução das políticas públicas no Acre.

- 4. Deliberação sobre matérias de interesse estadual: A Assembleia Legislativa discute e delibera sobre assuntos de interesse estadual, como alterações na estrutura administrativa do estado, concessão de benefícios fiscais, criação ou extinção de órgãos públicos, entre outros temas relevantes para a gestão pública.

- 5. Julgamento de autoridades: Em casos de infrações político-administrativas, a Assembleia Legislativa do Acre tem o poder de julgar o governador e outros agentes políticos estaduais. Esse processo é conhecido como impeachment e pode resultar na destituição do cargo e na inelegibilidade do político.

Além dessas atribuições, a Assembleia Legislativa também pode criar comissões parlamentares de inquérito (CPIs) para investigar questões específicas, realizar audiências públicas para ouvir a sociedade civil e representar os interesses da população do Acre perante o poder público.

## Mesa Diretora
A atual mesa diretora da Assembleia Legislativa do Acre é a seguinte:
| Cargo              | Nome            | Partido                                     | Data de Nascimento     |
| ------------------ | --------------- | ------------------------------------------- | ---------------------- |
| Presidente         | Luiz Gonzaga    | PSDB                                        | 20 de março de 1959    |
| 1º Vice-presidente | Pedro Longo     | PV                                          | 14 de maio de 1962     |
| 2° Vice-presidente | Maria Antonia   | Solidariedade (possivelmente desatualizado) | 6 de dezembro de 1969  |
| 3° Vice-presidente | Eduardo Ribeiro | PSD                                         | 28 de dezembro de 1984 |
| 1º Secretário      | Nicolau Junior  | PP                                          | 8 de setembro de 1984  |
| 2º Secretário      | Chico Viga      | PDT                                         | 25 de março de 1965    |
| 3º Secretário      | Antonia Sales   | MDB                                         | 13 de junho de 1954    |

## Comissões Permanentes
As comissões permanentes da Assembleia Legislativa do Acre são órgãos internos compostos por deputados estaduais que desempenham um papel fundamental no processo legislativo. Elas são responsáveis por analisar, debater e emitir pareceres sobre projetos de lei e outras matérias legislativas antes de serem levadas ao plenário para votação. As comissões permanentes são formadas no início de cada legislatura, e sua composição é definida levando em consideração a representatividade dos partidos políticos na Assembleia. Geralmente, as comissões são especializadas em áreas temáticas específicas, permitindo uma análise mais aprofundada e técnica das propostas legislativas.
Abaixo é possível ver as principais comissões permanentes da Assembleia Legislativa do Acre:
| Nome | Presidente |
| --- | ---------- |
| Comissão de Constituição, Justiça e Redação                                                                     |            |
| Comissão de Orçamento e Finanças                                                                                |            |
| Comissão de Serviço Público, Trabalho e Municipalismo                                                           |            |
| Comissão d Obras Públicas, Transportes e Comunicação                                                            |            |
| Comissã de Legislação Agrária, Fomento, Agropecuária, Indústria e Comércio, Ciência, Tecnologia e Meio Ambiente |            |
| Comissão de Educação, Cultura e Desporto                                                                        |            |
| Comissão de Direitos Humanos e Cidadania                                                                        |            |
| Comissão de Legislação Participativa                                                                            |            |
| Comissão de Defesa dos Direitos do Consumidor                                                                   |            |
| Comissão de Saúde Pública e Assistência Social                                                                  |            |
| Comissão da Criança, do Adolescente, do Idoso e de Combate à Pedofilia                                          |            |
| Comissão de Segurança Pública e Combate à Violência e Narcotráfico                                              |            |